# サムイル・フェインベルク
サムイル・エヴゲニエヴィチ・フェインベルク（ロシア語: Самуи́л Евге́ньевич Фе́йнберг ; Samuil Evgenyevich Feinberg, 1890年5月26日 - 1962年10月22日）はソビエト連邦のユダヤ系ピアニスト・作曲家。1938年にイザイ国際コンクールの審査員に選出された。

## 略歴
ウクライナに生まれるが、4歳でモスクワに移る。パーヴェル・パプストの高弟アレクサンドル・ゴリジェンヴェイゼルに師事。恩師ゴリジェンヴェイゼルは、同世代のアレクサンドル・ジロティやセルゲイ・ラフマニノフらと同じく、19世紀末のロシア・ピアノ楽派の伝統に連なるピアニストであり、演奏技巧と美音、広い知識に加えて普遍的で温かな表現で知られた。
フェインベルクの演奏様式は、鋭敏さや繊細さ、青年時代のグレン・グールドに通じる大胆な解釈に加えて、同時代のエドヴィン・フィッシャーに通じるロマンティックな表現が特徴的である。
フェインベルクがとりわけ熱心な取り組みを見せたのがヨハン・ゼバスティアン・バッハである。バッハの《平均律クラヴィーア曲集》を全曲演奏し、またバッハのオルガン曲（分けてもコラール）をピアノ用に編曲しただけでなく、録音にも残した。
バッハ以外のレパートリーでは、モーツァルト、ベートーヴェン、ショパン、シューマン、リスト、チャイコフスキーを得意とし、録音にも残したが、フェインベルクがとりわけ得意としたのがスクリャービンであった。

## 作品
フェインベルクの作品は、ほとんどがピアノを含んだ作品であり、3つのピアノ協奏曲、12のピアノ・ソナタならびに数多くのピアノ曲がある。また民謡やチャイコフスキーの交響曲の編曲も残されている。他に、歌曲や2曲のヴァイオリンソナタ（1番は未完成）も残されている。
初期のフェインベルクはスクリャービンに影響され、拡張された曖昧な調性感、大胆な転調、複雑なリズム書法、ピアノ・ソナタにおける単一楽章制といった特徴を示している（第3・7・8・12番のみ3楽章）。一方でスクリャービンと違って調性音楽の枠組みから離れることをよしとせず、又バッハの影響から、対位法的な構想も好んでおり、結果的にスタンチンスキーにも似通った作風となった。第6番は1925年に作曲者によりヴェネツィアで初演され、好評を博した。
しかし、1930年代にスターリン主義の時代が訪れるとかつてのような急進的な楽想は鳴りを潜め、代わって社会主義リアリズムに同調したかのような、叙事的で懐古的な、大時代的な表現に落ち着いた。大粛清期の『3つの歌曲』作品23（1938-38年）は「ヴォロシーロフへの手紙」を含む政治的な歌詞によるものである。ピアノソナタの第3・7・8番は生前には出版されずに終わっている。
それでも旋律や転調の思いがけない進行に、初期の面影がまだ残っていると見る向きもある一方、同時代のプロコフィエフを参考にしたのではないかとする見方もある。
ピアノ・ソナタ全集はBISなどから、バッハ作品の編曲はハイペリオン・レーベルから音源が出ている。

## 文献
- D'après un texte de Christophe Sirodeau (1998), avec l'accord de l'auteur et de l'Association internationale Feinberg-Skalkottas, 2008.

## 音源
- Samuil Feinberg plays Scriabin Sonata No. 4, Op. 30
- Feinberg plays Bach
- Tribute to Samuel Feinberg
- Samuil Feinberg plays Chopin Ballade #4, Op. 52